# Liste des joueurs de l'Élan béarnais Pau-Lacq-Orthez
Joueurs de l'Élan béarnais Pau-Lacq-Orthez ayant au moins fait une apparition en match officiel avec l'équipe première.
- Haut – A
- B
- C
- D
- E
- F
- G
- H
- I
- J
- K
- L
- M
- N
- O
- P
- Q
- R
- S
- T
- U
- V
- W
- X
- Y
- Z

## A
| Nom                 | Poste | Période | Matchs | Points | Nationalité |
| Almeida Xane        | 1     | -       | -      | -      | France      |
| Ajinça Alexis       | 5     | -       | 5      | -      | France      |
| Aisa Juan           | 3     | -       | 63     | -      | Espagne     |
| Archibong Koko      | 4     | -       | 48     | -      | États-Unis  |
| Aka Jonathan        | 4     | -       | 9      | -      | France      |
| Akindele Deji       | 5     | -       | 24     | -      | Nigeria     |
| Alexander Demetrius | 4/5   | -       | 13     | -      | États-Unis  |
| Allidor Philippe    | -     | -       | 60     | -      | France      |
| Asselin Josh        | 4     | -       | 7      | -      | États-Unis  |

## B
| Nom             | Poste | Période | Matchs | Points | Nationalité       |
| Bauer Mike      | 3/4   | -       | 22     | -      | États-Unis        |
| Bisséni Mathieu | 3/4   | -       | 323    | -      | France            |
| Butter Franck   | 5     | -       | 19     | -      | France            |
| Brown Marcus    | 1/2   | -       | 13     | -      | États-Unis        |
| Bakr Abu        | -     | -       | 53     | -      | -                 |
| Bailey Damon    | -     | -       | 16     | -      | États-Unis        |
| Beyina Maurice  | 3     | -       | 15     | -      | France            |
| Bialé Robert    | -     | -       | 46     | -      | France            |
| Bialski David   | 5     | -       | 52     | -      | France            |
| Blair Joseph    | 4     | -       | 10     | -      | États-Unis        |
| Brown Murray    | 5     | -       | 30     | -      | États-Unis        |
| Bryn Torgeir    | 5     | -       | 38     | -      | Norvège           |
| Bryson James    | 5     | -       | 15     | -      | États-Unis        |
| Burtey Pat      | 4/5   | -       | 37     | -      | États-Unis France |

## C
| Nom                  | Poste | Période | Matchs | Points | Nationalité       |
| Calabria Dante       | 3     | -       | 26     | -      | États-Unis Italie |
| Carr Cory            | 2     | -       | 19     | -      | États-Unis        |
| Carrasse Claude      | -     | -       | 30     | -      | France            |
| Howard Carter        | 2     | -       | 336    | -      | États-Unis France |
| Catledge Terry       | 3     | -       | 4      | -      | États-Unis        |
| Chatman Mire         | 1     | -       | 52     | -      | États-Unis        |
| Chenowith Eric       | 5     | -       | 11     | -      | États-Unis        |
| Cissé Souarata       | 2     | -       | 67     | -      | France            |
| Coco Rony            | 4     | -       | 52     | -      | États-Unis France |
| Convert Jean-Jacques | -     | -       | 50     | -      | France            |
| Cooper Loonie        | 1     | -       | 49     | -      | États-Unis        |
| Crowder Corey        | 3     | -       | 32     | -      | États-Unis        |
| Curry JamesOn        | 2     | -       | 3      | -      | États-Unis        |

## D
| Nom                | Poste | Période | Matchs | Points | Nationalité       |
| Darnauzan Thomas   | 1     | -       | 10     | -      | France            |
| Darrigand Gauthier | 1     | -       | 54     | -      | France            |
| Davis Emanual      | 1/2   | -       | 33     | -      | États-Unis        |
| Daye Darren        | 2/3   | -       | 45     | -      | États-Unis        |
| Deganis Jean-Luc   | 3     | -       | 184    | -      | France            |
| Demont Jean-Michel | -     | -       | 118    | -      | France            |
| Demory Valéry      | 1     | -       | 146    | -      | France            |
| Dials Terence      | 5     | -       | 14     | -      | États-Unis        |
| Diaw Boris         | 3/4   | -       | 167    | -      | France            |
| Domon Frédéric     | 4     | -       | 83     | -      | France            |
| Doyle Rick         | -     | -       | 45     | -      | États-Unis        |
| Drozdov Artur      | 3     | -       | 279    | -      | Ukraine           |
| Dubos Fabien       | 4/5   | -       | 313    | -      | France            |
| Dumas Gérard       | -     | -       | 65     | -      | France            |
| Duquesnoy Roger    | 1/2   | -       | 225    | -      | France            |
| Durham Pat         | 3     | -       | 17     | -      | États-Unis France |

## E
| Nom            | Poste | Période | Matchs | Points | Nationalité |
| Nate Erdmann   | 2     | -       | -      | -      | -           |
| Roger Esteller | 4     | -       | -      | -      | Espagne     |
| Vasco Evtimov  | 5     | -       | -      | -      | France      |

## F
| Nom                  | Poste | Période   | Matchs | Points | Nationalité |
| Frédéric Fauthoux    | 1     | -         | -      | -      | France      |
| Cédric Ferchaud      | 3     | -         | -      | -      | France      |
| Laurent Foirest      | 3     | -         | -      | -      | France      |
| Lawrence Funderburke | 4     | 1996-1997 | -      | -      | États-Unis  |

## G
| Nom            | Poste | Période | Matchs | Points | Nationalité |
| Alain Gadou    | 3     | -       | -      | -      | France      |
| Didier Gadou   | 3     | -       | -      | -      | France      |
| Thierry Gadou  | 4/5   | -       | -      | -      | France      |
| Antonio Graves | 2     | -       | -      | -      | États-Unis  |
| Ricardo Greer  | 3     | -       | -      | -      | États-Unis  |
| Robert Gulyas  | 5     | -       | -      | -      | Hongrie     |
| Josh Grant     | -     | -       | -      | -      | États-Unis  |

## H
| Nom             | Poste | Période | Matchs | Points | Nationalité       |
| Bruno Hamm      | 1     | -       | -      | -      | France            |
| CC Harrison     | 2     | -       | -      | -      | États-Unis        |
| Paul Henderson  | 5     | -       | -      | -      | États-Unis France |
| Freddy Hufnagel | 1     | -       | -      | -      | France            |

## I
| Nom | Poste | Période | Matchs | Points | Nationalité |

## J
| Nom             | Poste | Période | Matchs | Points | Nationalité |
| Britton Johnsen | 3/4   | -       | -      | -      | États-Unis  |
| Mike Jones      | -     | -       | -      | -      | États-Unis  |
| Cyril Julian    | 5     | -       | -      | -      | France      |

## K
| Nom             | Poste | Période | Matchs | Points | Nationalité |
| Benkali Kaba    | 3     | -       | 341    | -      | France      |
| Vladimir Krstic | 1     | -       | -      | -      | Croatie     |

## L
| Nom               | Poste | Période | Matchs | Points | Nationalité |
| Pascal Laperche   | -     | -       | -      | -      | France      |
| Philippe Laperche | -     | -       | -      | -      | France      |
| Alain Larrouquis  | -     | -       | -      | -      | France      |
| Dragan Lukovski   | 1     | -       | -      | -      | Serbie      |
| T.J. Lux          | 4/5   | -       | -      | -      | États-Unis  |
| Jason Lawson      | -     | -       | -      | -      | États-Unis  |
| Bernard Lamarque  | -     | -       | -      | -      | France      |
| Claude Lamarque   | -     | -       | -      | -      | France      |

## M
| Nom              | Poste | Période | Matchs | Points | Nationalité |
| Ian Mahinmi      | 5     | -       | -      | -      | France      |
| John McCullough  | -     | -       | -      | -      | États-Unis  |
| Conrad McRae     | -     | -       | -      | -      | États-Unis  |
| Gheorghe Mureşan | 5     | -       | -      | -      | Roumanie    |
| Antoine Mendy    | 3     | -       | -      | -      | France      |
| Aaron Miles      | 1     | -       | -      | -      | États-Unis  |

## N
| Nom | Poste | Période | Matchs | Points | Nationalité |

## O
| Nom              | Poste | Période | Matchs | Points | Nationalité |
| Christian Ortéga | -     | -       | -      | -      | France      |

## P
| Nom                 | Poste | Période | Matchs | Points | Nationalité     |
| Dylan Page          | 4     | -       | -      | -      | États-Unis      |
| Jean-Gael Percevaut | -     | -       | -      | -      | France          |
| Johan Petro         | 5     | -       | -      | -      | France          |
| Orlando Philipps    | -     | -       | -      | -      | États-Unis      |
| Florent Piétrus     | 4     | -       | -      | -      | France          |
| Mickaël Piétrus     | 2/3   | -       | -      | -      | France          |
| Constantin Popa     | -     | -       | -      | -      | Roumanie Israël |

## Q
| Nom | Poste | Période | Matchs | Points | Nationalité |

## R
| Nom               | Poste | Période | Matchs | Points | Nationalité     |
| Dzenan Rahimic    | 4     | -       | -      | -      | Croatie         |
| Fernando Raposo   | 4     | -       | -      | -      | France Portugal |
| Antoine Rigaudeau | 1     | -       | -      | -      | France          |
| Slaven Rimac      | 3     | -       | -      | -      | Croatie         |
| Stéphane Risacher | 3     | -       | -      | -      | France          |
| Thierry Rupert    | 4     | -       | -      | -      | France          |

## S
| Nom                | Poste | Période | Matchs | Points | Nationalité       |
| Marc Salyers       | 4     | -       | -      | -      | États-Unis        |
| Rod Sellers        | -     | -       | -      | -      | États-Unis        |
| Ronnie Smith       | -     | -       | -      | -      | États-Unis France |
| Maximiliano Stanic | 1     | -       | -      | -      | Argentine Italie  |

## T
| Nom | Poste | Période | Matchs | Points | Nationalité |

## U
| Nom | Poste | Période | Matchs | Points | Nationalité |

## V
| Nom          | Poste | Période | Matchs | Points | Nationalité |
| Ludovic Vaty | 5     | -       | -      | -      | France      |

## W
| Webb Marcus    | 5 | Période | Matchs | Points | américaine |
| Michael Wright | 5 | -       | -      | -      | États-Unis |

## X
| Nom | Poste | Période | Matchs | Points | Nationalité |

## Y
| Nom | Poste | Période | Matchs | Points | Nationalité |

## Z
| Nom | Poste | Période | Matchs | Points | Nationalité |